# استان ماشونالند غربی
استان ماشونالند غربی (به لاتین: Mashonaland West Province) یک استان در زیمبابوه است که در شمال این کشور واقع شده‌است.

## خصوصیات
استان ماشونالند غربی ۵۷٬۴۴۱ کیلومترمربع مساحت و ۱٬۵۰۱٬۶۵۶ نفر جمعیت دارد.